# Sarcofago di Melfi
Il Sarcofago di Rapolla (denominazione derivante dal luogo di ritrovamento del reperto) è un monumento funerario di età antonina custodito nel Museo archeologico nazionale del Melfese.

## Storia

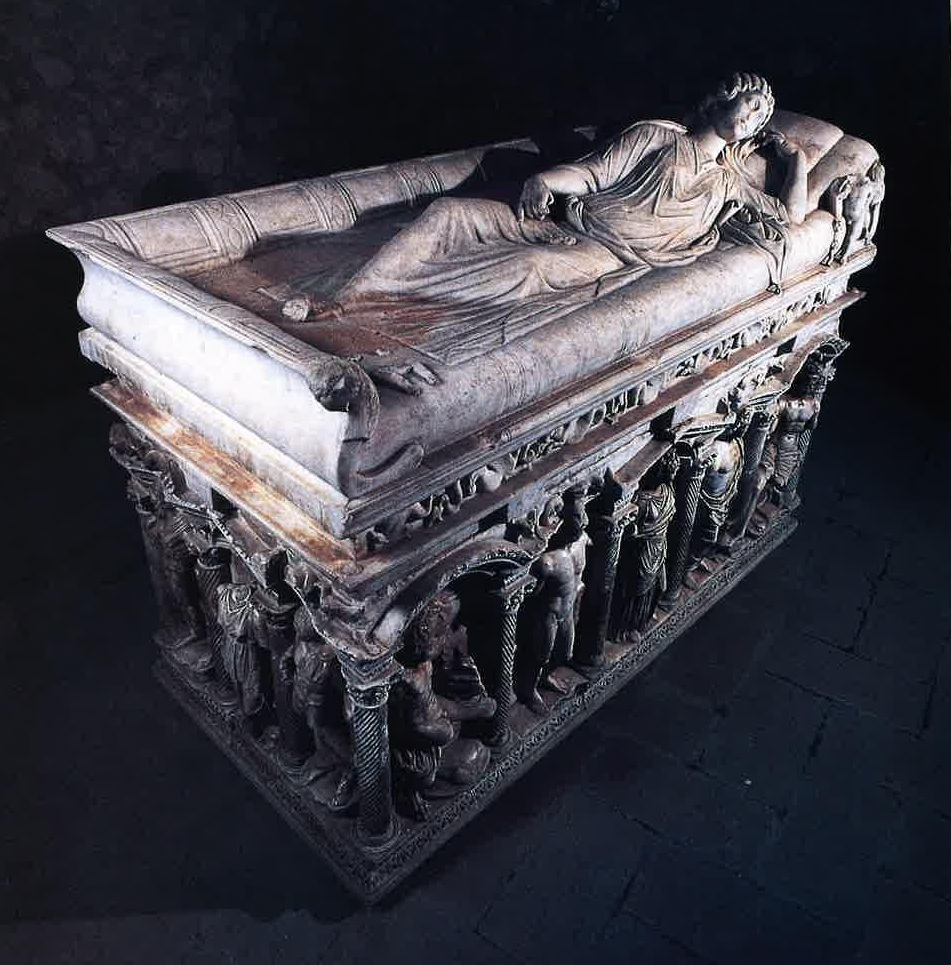
Il sarcofago

Il monumento funebre fu rinvenuto casualmente nel 1856 durante gli scavi realizzati dall'amministrazione borbonica per la costruzione di una strada tra Melfi e Venosa in località Contrada Albero in Piano nell'agro di Rapolla. Esso era collocato in un sepolcro in muratura all'interno del quale era poggiato su un basamento addossato ad una delle pareti. Una delle facciate dei lati lunghi della cassa non era quindi visibile: si tratta di una circostanza che resta inspiegata. I sarcofagi destinati ad essere addossati al muro infatti non avevano decorazione sul lato posteriore (che sarebbe stata inutile), mentre quello di Melfi è riccamente istoriato su tutti i lati. 

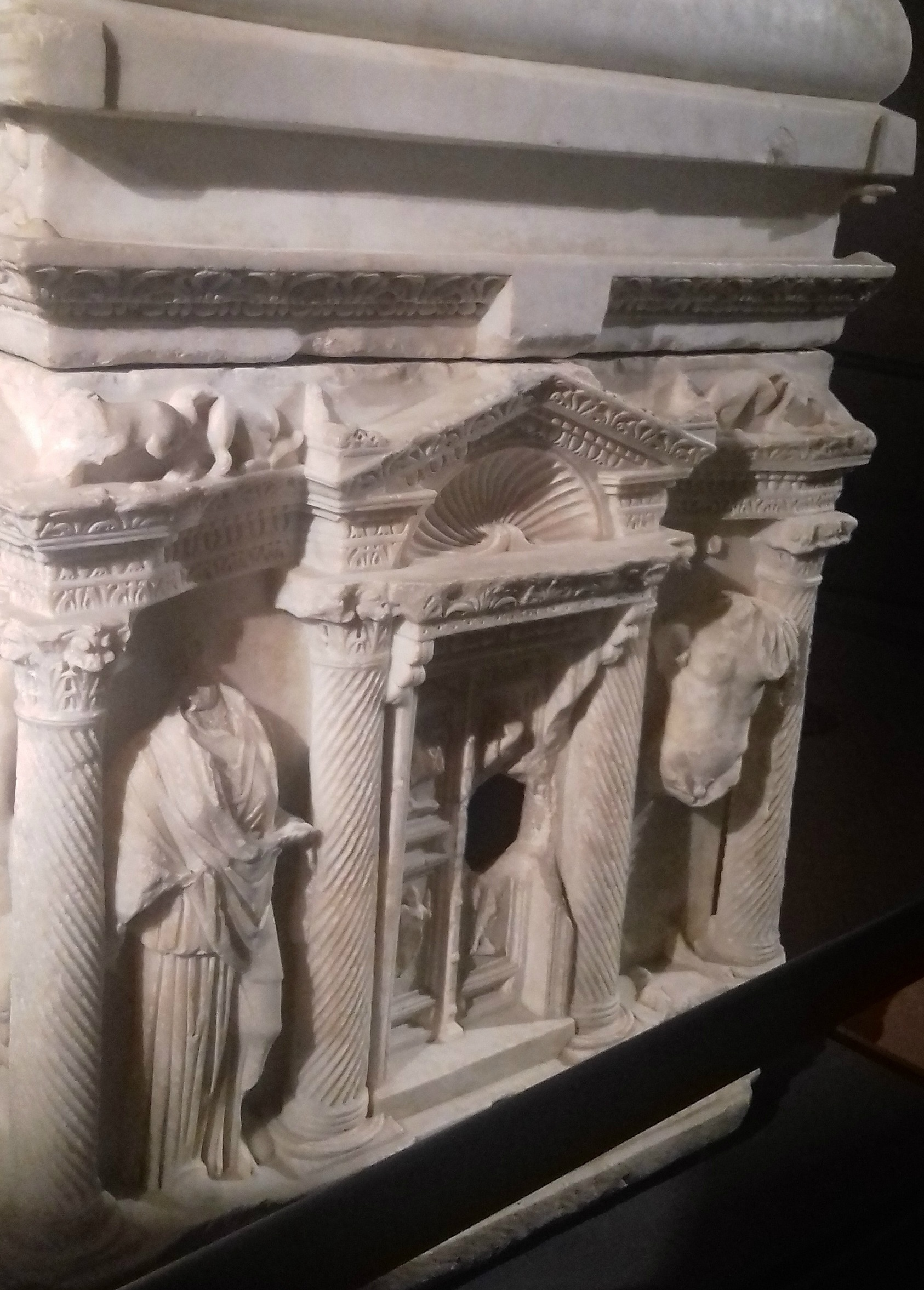
L'ingresso dell'Ade

Rimosso dal luogo di ritrovamento, il sarcofago venne portato a Melfi con l'iniziale proposito di destinarlo definitivamente al Museo Borbonico di Napoli. Quest'ultimo trasferimento non ebbe mai luogo e il monumento funebre rimase a Melfi dove ebbe nel tempo diverse collocazioni per essere infine conservato nel museo archeologico ospitato nell'insigne castello normanno-svevo della città.
Sin dalla pubblicazione della scoperta - dovuta allo studioso napoletano Giulio Minervini in uno scritto dello stesso anno del rinvenimento del sarcofago - apparve chiara l'eccezionalità del ritrovamento che infatti già da inizio Novecento fu oggetto di numerosi studi da parte di molti autorevoli studiosi, italiani e non. 
La prima analisi sistematica dell'opera è quella pubblicata nel 1913 dall'archeologo tedesco Richard Delbrueck, scritto che per vari aspetti è tuttora un punto di riferimento nella storiografia sulla tomba del castello di Melfi. Il Delbrueck confermava e precisava l’intuizione già avuta del Minervini sulla datazione di età antonina del manufatto con argomenti costantemente accettati dagli studi successivi. 
Lo studioso tedesco tuttavia ipotizzava per il sarcofago lucano una provenienza attica, conclusione poco dopo corretta da Charles Rufus Morey (1877-1955), storico dell'arte e archeologo statunitense, che nelle sue fondamentali ricerche sui sarcofagi di età imperiale provenienti dall'Asia Minore riconduceva il monumento melfitano a questa tipologia di opere, scorgendovi uno degli esemplari più antichi e più belli mai rinvenuti.
Il Morey presumeva che il sarcofago fosse stato realizzato in un atelier di Efeso (odierna Turchia), ma studi più recenti - anche in considerazione della tipologia del marmo utilizzato - tendono a situare il luogo di fabbricazione dell'opera nell'area di Docimium, antica città Frigia (sempre nell'attuale territorio turco), che anticamente fu celebre per le sue cave di marmi pregiati e per la presenza di botteghe lapicide capaci di produrre manufatti di grande raffinatezza, esportati in tutto l'impero romano.

## Descrizione

### Architettura ed elementi decorativi

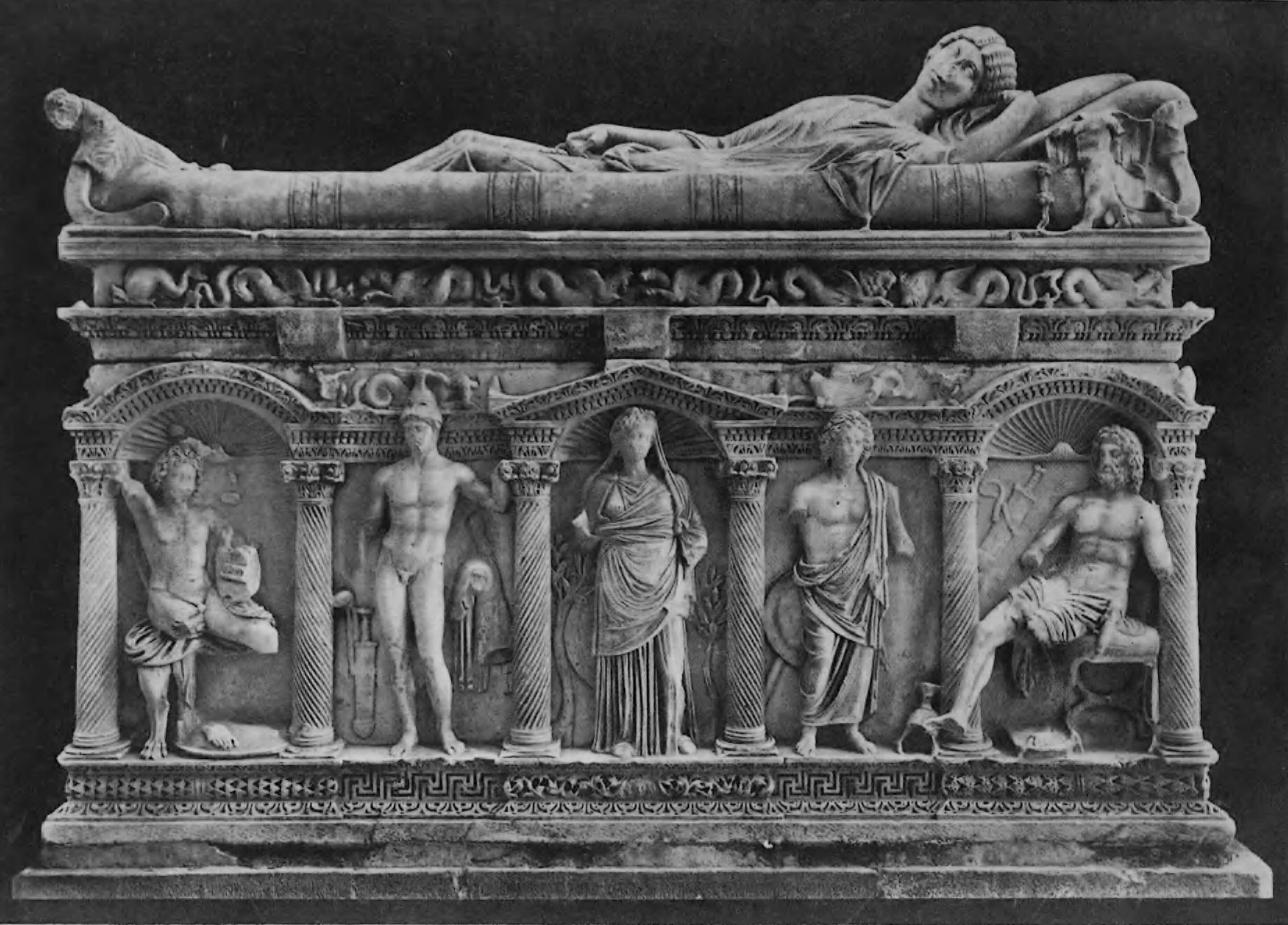
Veduta frontale del sarcofago di Melfi

Il sarcofago di Melfi è per datazione e qualità, una delle più significative testimonianze dell'ampia diffusione che in età imperiale ebbero, anche nelle aree occidentali dell’impero romano, monumenti funerari di provenienza microasiatica.
La tomba melfitana in particolare è una delle più antiche attestazioni (se non la più antica attualmente nota) di uno specifico sottogenere di sarcofago asiatico detto a colonne, in virtù della compartimentazione delle facce della cassa funeraria mediante un'architettura ad edicole definite da una trabeazione che poggia per l'appunto su piccole colonne di tipo corinzio con scanalatura obliqua. 

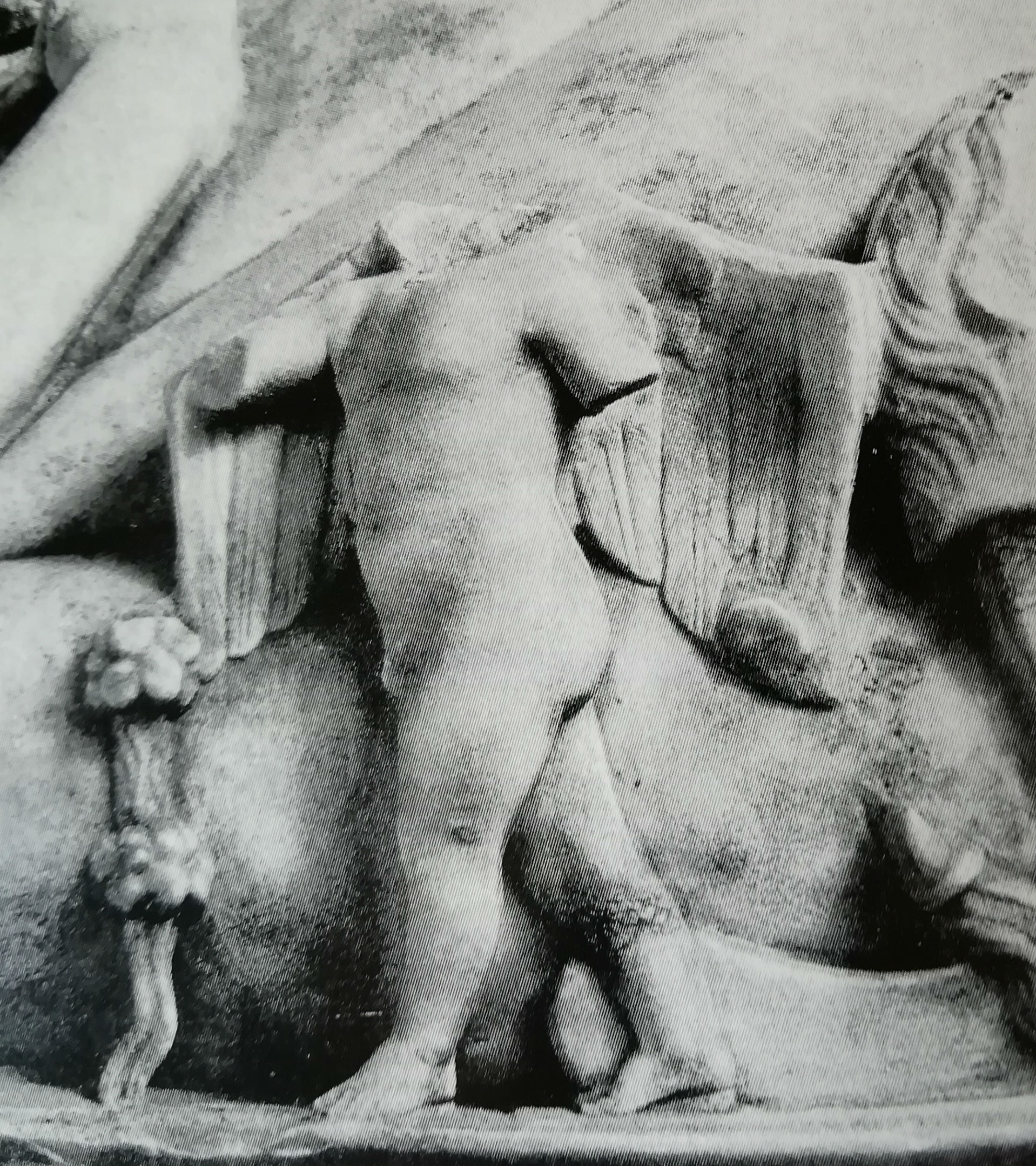
L'erote della kline

Più in dettaglio questo tipo di manufatto (come nell'esemplare di Melfi si coglie in modo chiarissimo) è caratterizzato dalla presenza di sei colonne sui lati lunghi della cassa e quattro su quelli corti. Le colonne così definiscono cinque o tre nicchie su ogni lato (a seconda se lungo o corto). Le nicchie centrali e quelle esterne dei lati lunghi hanno struttura ad edicola: l'edicola centrale culmina in un frontone a timpano mentre le due esterne dei lati lunghi sono sormontate da un arco. La volticella delle edicole è a forma di conchiglia. 
Le nicchie che non hanno coronamento ad edicola sono definite da un architrave dall'andamento concavo (concavità che consente l'inserimento di una statua) che poggia sul colonnato corinzio. 
Nelle nicchie, tanto in quelle ad edicola quanto in quelle degli intercolunni, compaiono delle statue in alto rilievo: si tratta di divinità ed eroi che nel caso melfitano restano in parte di dubbia identificazione. Nella nicchia centrale del lato breve è raffigurata la porta dell'Ade, l'oltretomba del mondo greco-romano. 

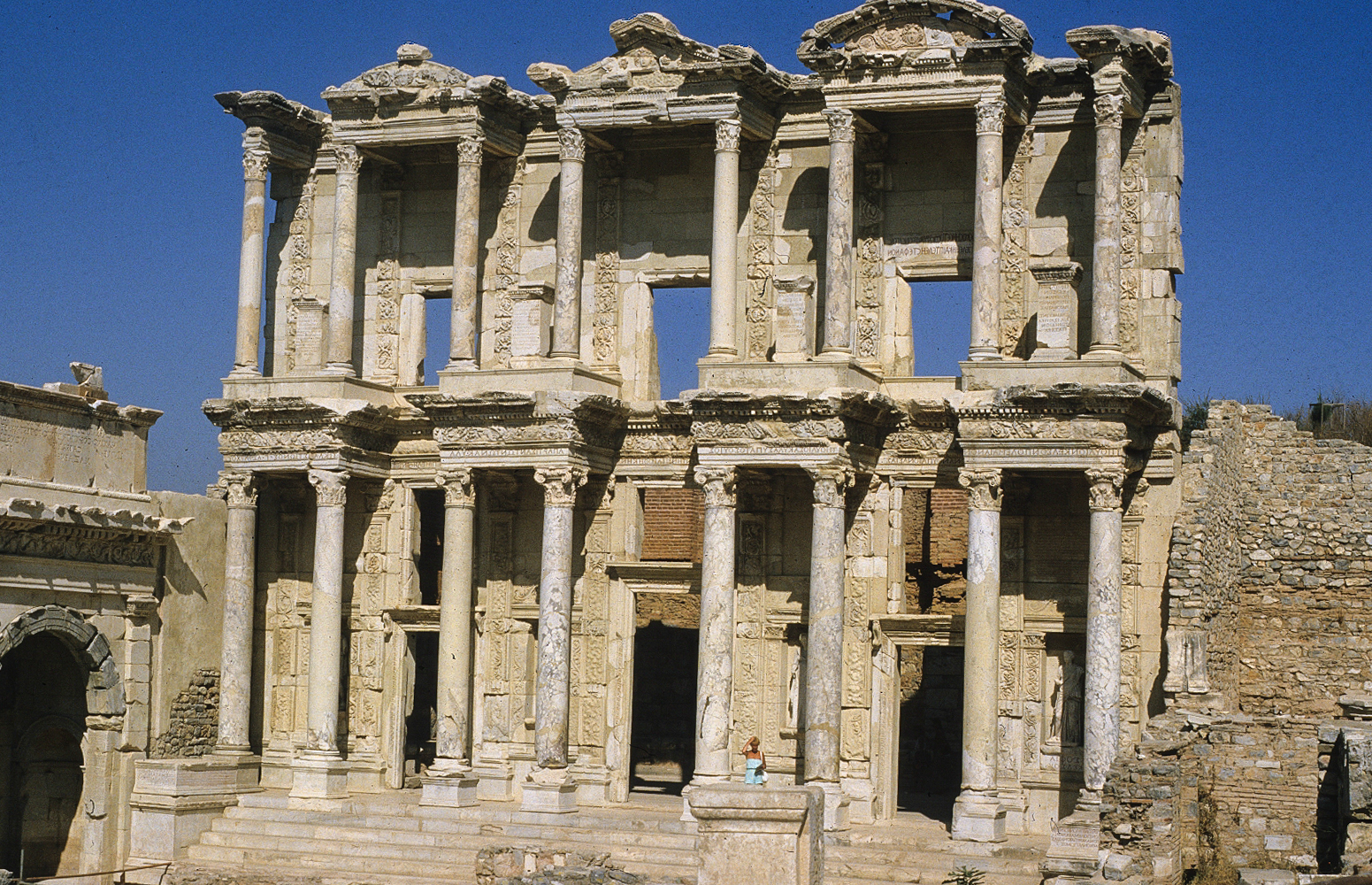
Facciata della biblioteca di Efeso

La struttura architettonica che circonda la cassa funebre sin qui descritta probabilmente riproduce illusionisticamente e in piccolo formato un Heroon, cioè un tempietto sepolcrale che nell'antica Grecia ospitava la tomba di un eroe. Nell'uso orientale questa tipologia di sarcofagi, proprio per il richiamo allusivo ad un tempio, era destinata ad una collocazione all'aperto per lo più sul ciglio della strada. In occidente, come dimostrano proprio le circostanze di ritrovamento di quello di Melfi, essi vennero riadattati ai costumi locali e quindi inseriti in ambienti funerari al chiuso. 
Completano l'ornato della cassa numerosi elementi decorativi di vario motivo e di raffinatissima esecuzione. È stato osservato che questo apparato presenta punti di contatto con quello di varie architetture reali della regione anatolica: tra i diversi esempi di tali corrispondenze evidenziate dagli studi si annoverano anche le decorazioni della facciata della celebre biblioteca di Efeso. 
La cassa funebre è infine sormontata da un coperchio che generalmente - e il caso di Melfi non fa eccezione - è costituito dalla riproduzione di una kline, cioè un letto da convivio, ove vi sono uno o più defunti (non di rado una coppia coniugale, ma evidentemente non in quello melfitano ove compare solo una donna).
Spesso infatti questi sarcofagi erano utilizzati per la sepoltura di più persone dello stesso gruppo familiare: anche quello di Melfi ha in realtà due vani interni per la deposizione di altrettanti cadaveri (è quindi bisomo): dentro però vi vennero trovati i resti di un solo defunto.

### Lakline
Sul letto del sarcofago di Melfi è adagiata una donna di età ancor giovane per quanto difficilmente determinabile. La donna è sdraiata sul letto, dormiente (quindi ancora viva) ed è leggermente reclinata su un fianco. Poggia la guancia su dei cuscini e volge il viso verso l'osservatore. Il braccio destro è disteso e nella mano v'è una ghirlanda di fiori. L'altro braccio poggia sul cuscino.
La posizione completamente sdraiata del giacente è piuttosto peculiare: di solito nei sarcofagi della medesima classe di quello di Melfi le figure sulla kline sono invece sedute sul letto, partecipi all'ideale banchetto di commiato dalla vita. 
Ai piedi della donna v'era un cane di piccola taglia di cui oggi restano solo i piedi. Alla testa del letto vi è invece un erote alato, in stato di conservazione frammentario, privo di testa e braccia. Si rileva comunque che l'amorino teneva con la destra una ghirlanda e con l'altra mano una fiaccola rovesciata: di entrambe se ne vedono i resti sul coperchio del sarcofago in corrispondenza di ciò che resta delle braccia dell'erote. 
Come spiega Erwin Panofsky, il sonno della giacente, in quanto condizione reversibile e non implicante il definitivo annullamento dell'essere, è una sublimazione della morte. Lo stesso grande storico dell'arte, tra i non molti esempi coevi di sarcofagi ove il defunto è dormiente, scorge in quello di Melfi l'esemplare nel quale la pietosa edulcorazione del trapasso in un sereno riposo è espressa nel modo più nobile. La fiaccola capovolta dell'erote tuttavia, allegoria dello spirare della vita, rivela la ferale natura del sonno della donna distesa.

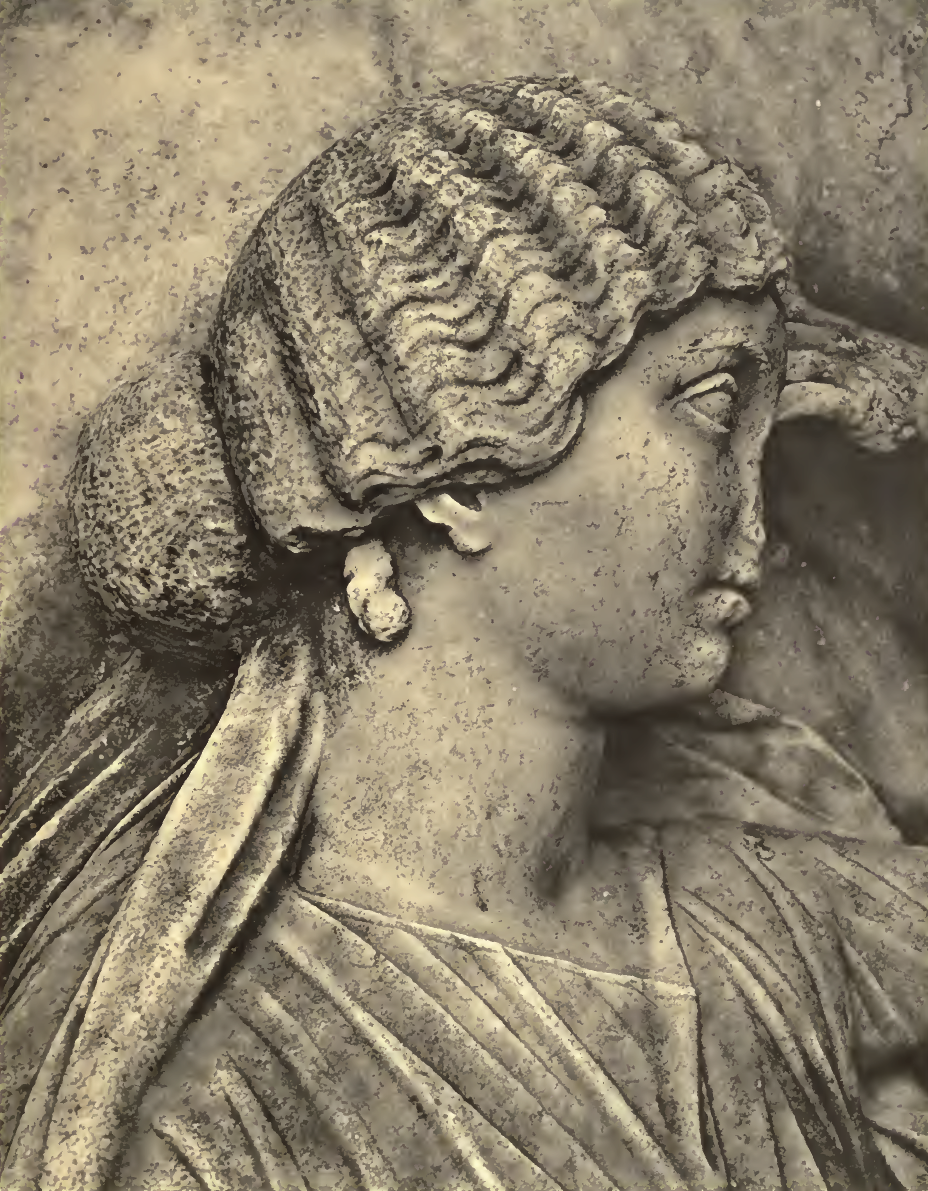
La donna del sarcofago di Melfi
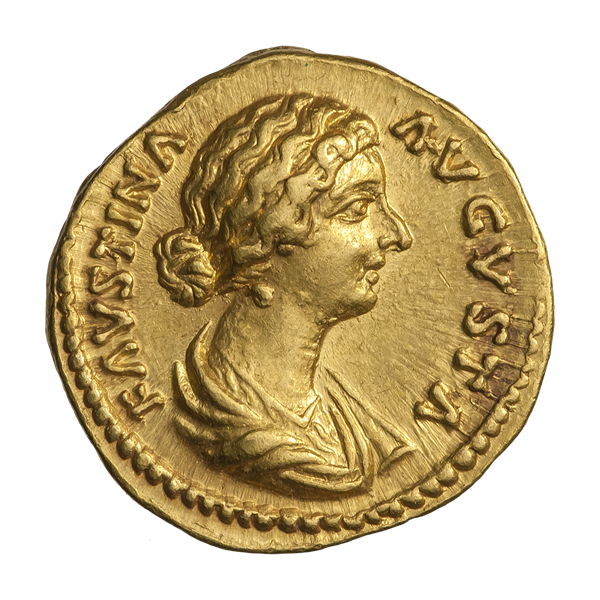
Moneta di Faustina Minore
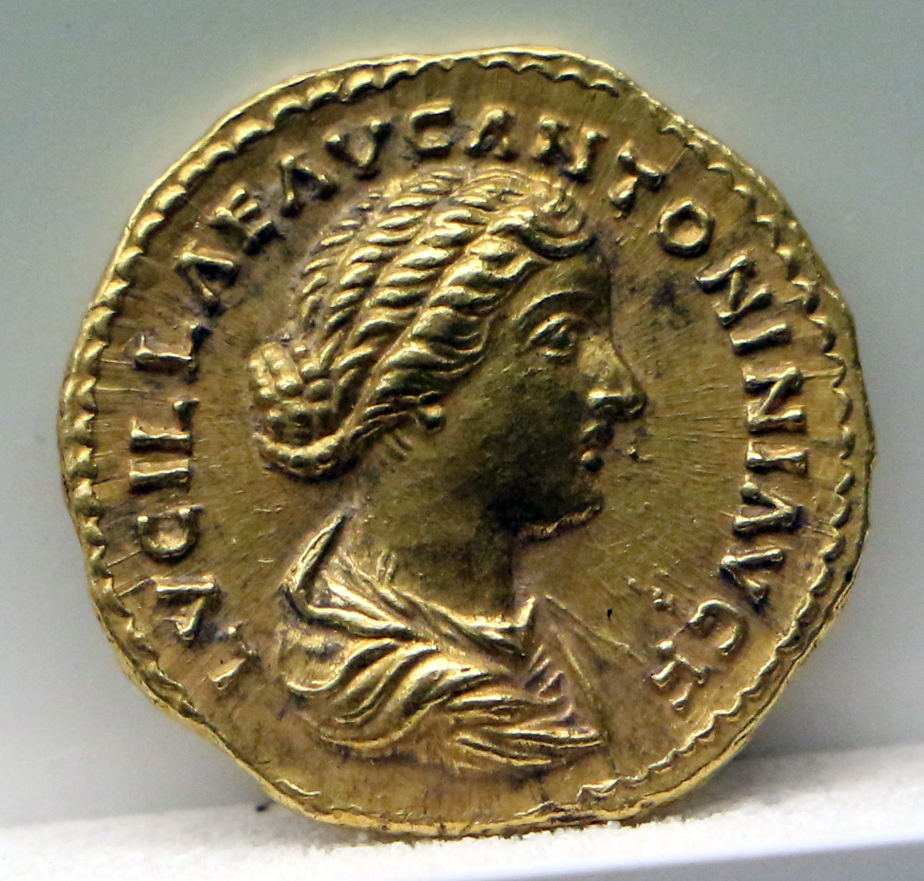
Moneta di Lucilla

Particolarmente significativa è l'acconciatura della giacente, con i capelli ripartiti in bande ondulate, raccolti in uno chignon sulla nuca e con il lobo dell'orecchio scoperto. La foggia della capigliatura infatti è l'elemento che ha consentito a Richard Delbrueck di datare con estrema precisione il sarcofago. Rilevando la forte somiglianza della pettinatura della donna di Melfi con quella che si osserva in alcune monete raffiguranti le imperatrici della dinastia antonina Faustina Minore e Lucilla, databili intorno al 165-170 d.C., l'archeologo collocò in quello stesso periodo temporale anche il sarcofago melfitano. Del resto, osserva il Delbrueck, l'effige della donna sulla kline non è propriamente un ritratto fisionomico e dal vero: dagli esempi messi a disposizione dalla monetazione imperiale è quindi stata ripresa non solo la pettinatura ma più in generale un tipo muliebre, al fine di sottolineare l'alto rango sociale della persona che sarebbe stata sepolta nel sarcofago. Queste argomentazioni, e la conseguente datazione dell'opera, sono state costantemente accettate dagli studi successivi.
Anche la kline, come la cassa, è elegantemente decorata. Spicca in questo senso il fregio della parte anteriore, posto sotto il letto, su cui compare un corteo di animali marini fantastici che lottano tra loro.

### La decorazione della cassa: interpretazione iconografica
Sulla cassa funeraria sono scolpite quindici figure: cinque su ognuno dei lati lunghi, tre nel lato breve sinistro, corrispondente ai piedi della kline e due sul lato breve opposto, al centro delle quali vi è la già menzionata porta dell'Ade. 

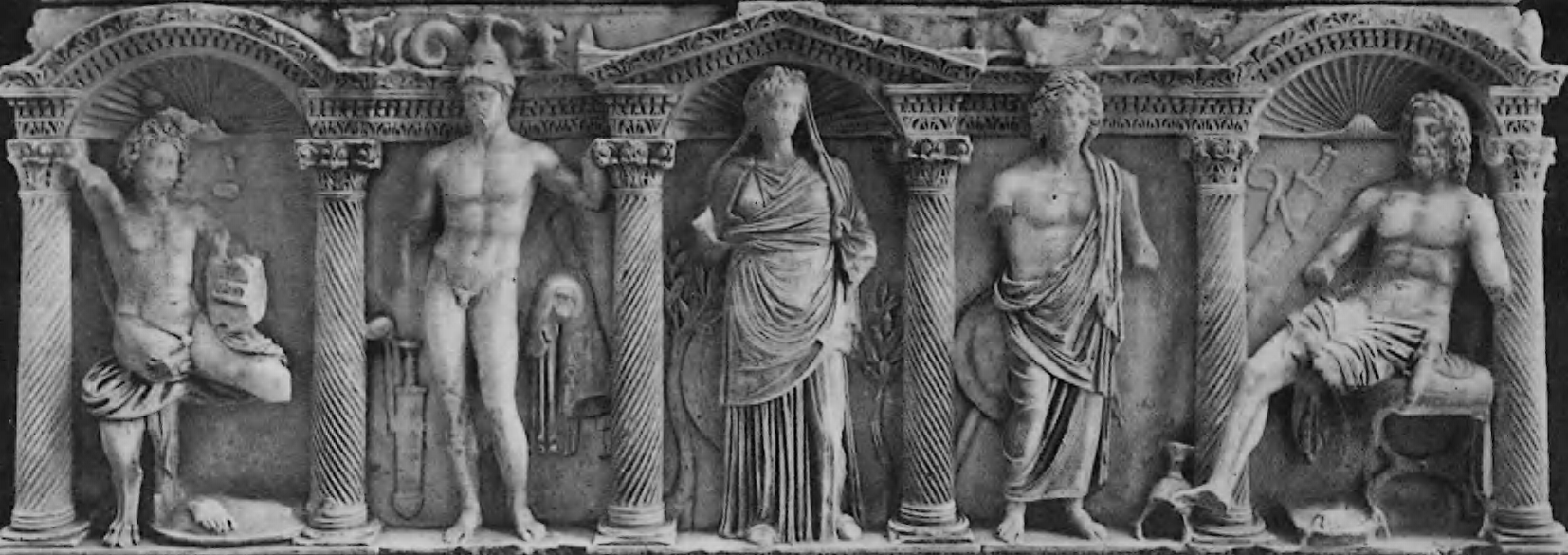
Lato frontale
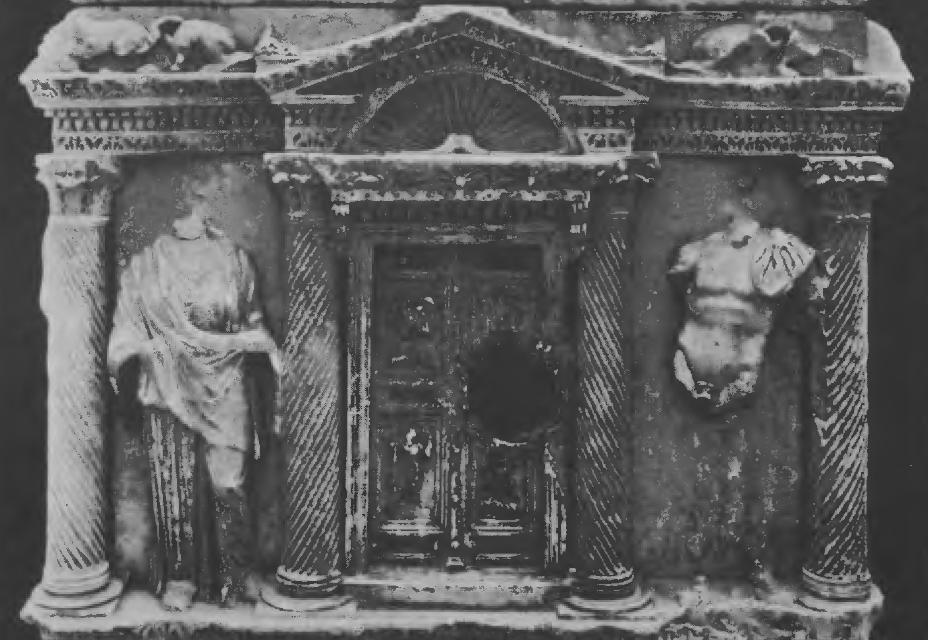
Lato destro

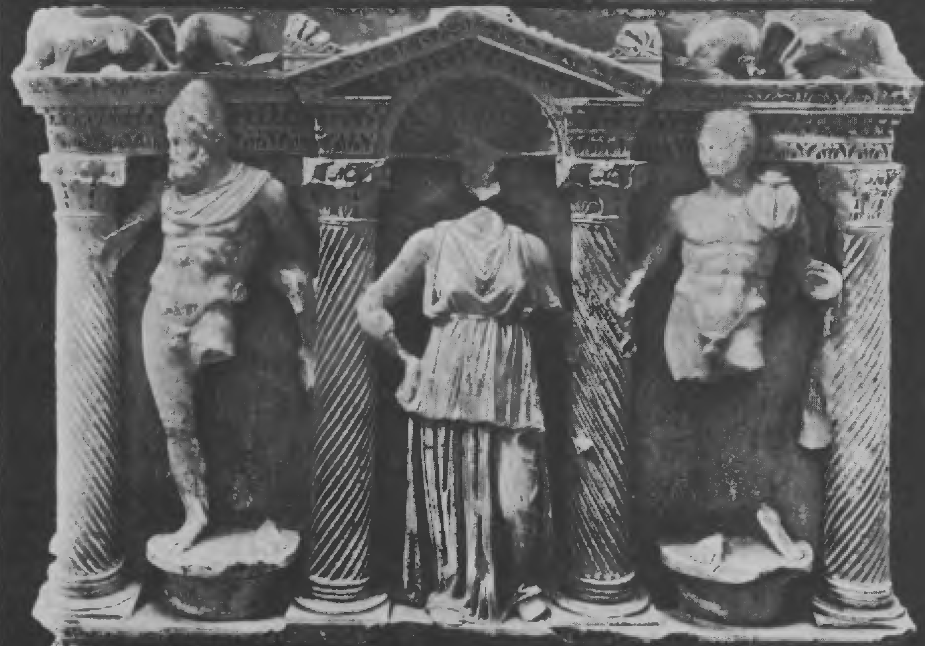
Lato sinistro
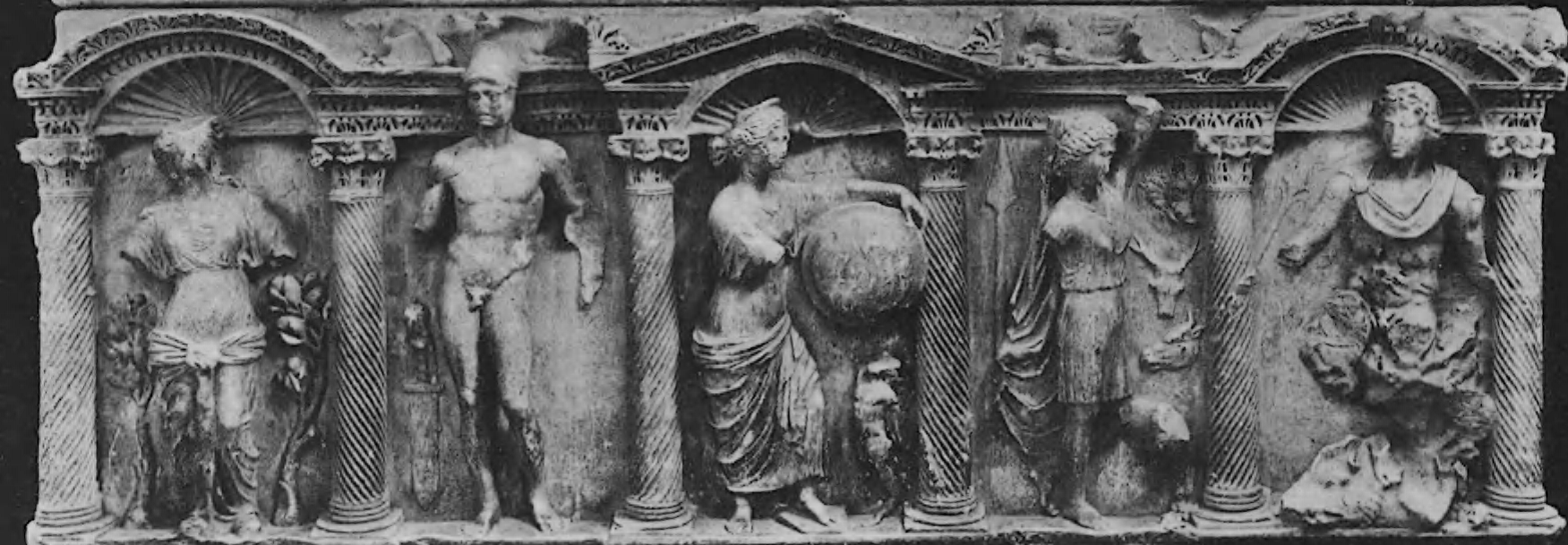
Lato posteriore

L'individuazione di quale sia il personaggio raffigurato in ogni singola statua dei lati lunghi è piuttosto incerta e sono state proposte diverse ipotesi identificative. Sulla base dei soggetti che si è ritenuto di riconoscere in queste sculture si è tentato altresì di fornire delle interpretazioni circa il significato allegorico ed escatologico della decorazione della cassa. 

#### L'interpretazione di Richard Delbrueck
La prima proposta di decodificazione del significato della decorazione del sarcofago è quella di Richard Delbrueck. In questa lettura la chiave interpretativa starebbe nelle figure femminili al centro del lato frontale, del lato posteriore e di quello breve a sinistra (il lato breve di destra, come rilevato, al centro presenta l'ingresso degli inferi). Per l'archeologo queste tre figure vanno individuate: in Kore, al centro del fronte, cioè Persefone (o alla latina Proserpina), in Afrodite, la scultura centrale del retro e, nel lato sinistro, la donna raffigurata sarebbe infine Elena.
Secondo questa tesi, la considerazione che consente di riconoscere Venere al centro del lato posteriore è la riconducibilità di questa figura al prototipo scultoreo classico noto come Venere di Capua, cioè dell'Afrodite che si specchia in uno scudo ovvero, variante dello stesso tipo, che scrive sullo scudo. Modello iconografico che veicola un'apoteosi di Venere: lo scudo in cui ella si riflette (o iscrive il suo nome) è quello di Marte, il dio della guerra che la dea ha sconfitto e disarmato con la forza dell'amore e della seduzione sensuale.

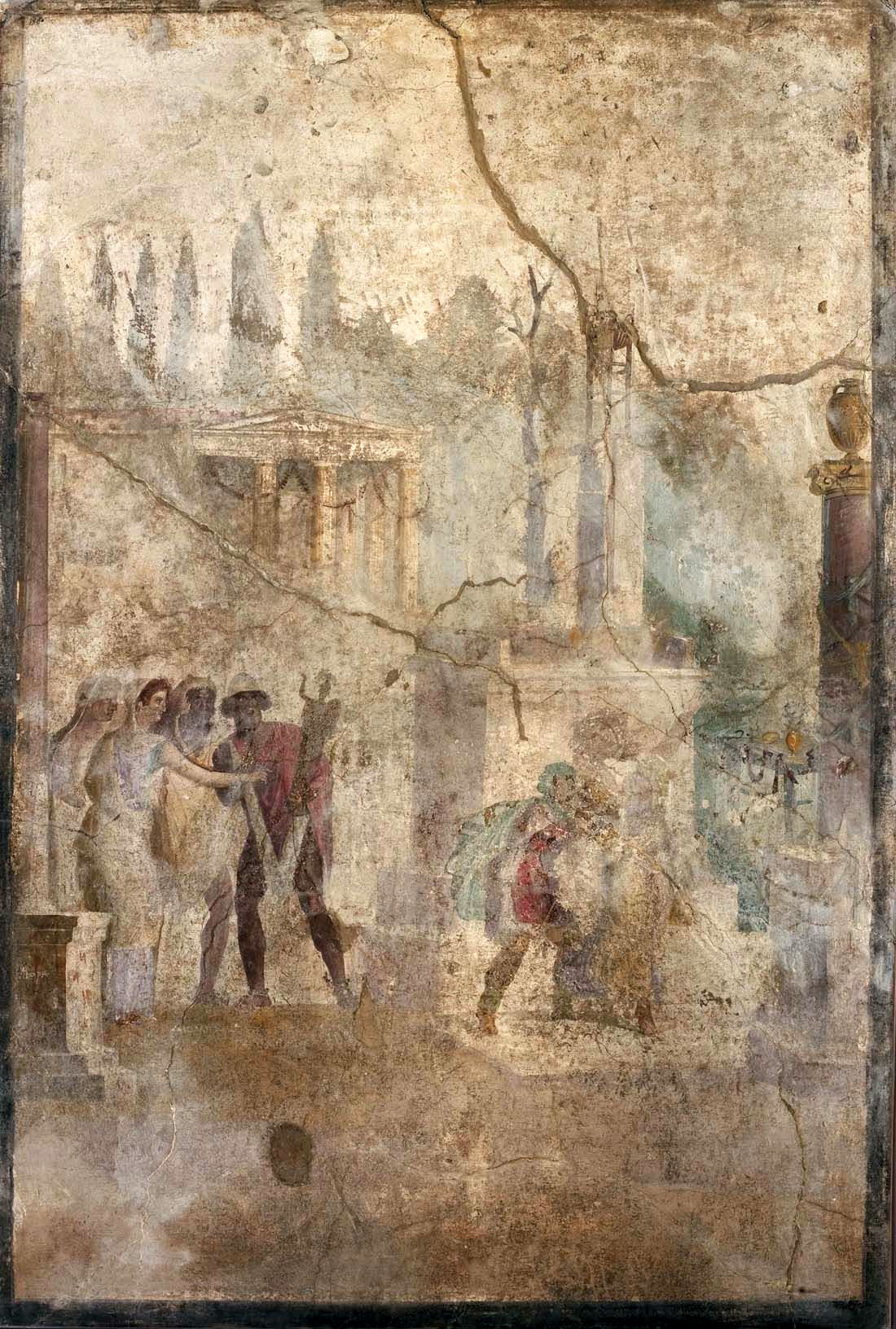
Affresco pompeiano con Ulisse e Diomede che trafugano il Palladio con l'aiuto di Elena

La donna al centro del lato sinistro è invece individuata in Elena in quanto l'intera composizione di questa faccia della cassa raffigurerebbe l'episodio della guerra di Troia del ratto del Palladio. A sinistra della donna compare infatti Ulisse, identificato dalla barba e dal caratteristico pileo, mentre il personaggio maschile di destra è Diomede, cioè l'eroe greco che materialmente si impossessò del Palladio con l'aiuto di Ulisse e di Elena. Più generica invece è l'argomentazione fornita circa le ragioni della identificabilità di Persefone al centro del fronte. 
Per il Delbrueck le tre figure muliebri centrali - ed è questo per lo studioso il significato ultimo dell'apparato scultoreo della cassa - sarebbero altrettante eroizzazioni della defunta giacente sulla kline. 
Circa le restanti figure, nella visione dello studioso tedesco, esse avrebbero una funzione secondaria, sostanzialmente sarebbero dei riempitivi decorativi, forse derivanti da celebri prototipi scultorei classici. Cionondimeno anche per alcune di queste sculture vengono formulate delle ipotesi identificative. E così nella prima figura del fronte (leggendo da sinistra), sotto l'edicola ad arco, è da individuarsi Apollo, riconoscibile perché raffigurato nell'atto di suonare la cetra, quindi un Apollo citaredo. Nell'edicola a destra del fronte sarebbe invece raffigurato Ade, cioè il dio dell'oltretomba. Le due figure maschili intermedie (la seconda e la quarta della faccia frontale, cioè un guerriero nudo e l'uomo che indossa l'himation) restano invece senza nome in quanto prive di univoci attributi qualificativi.

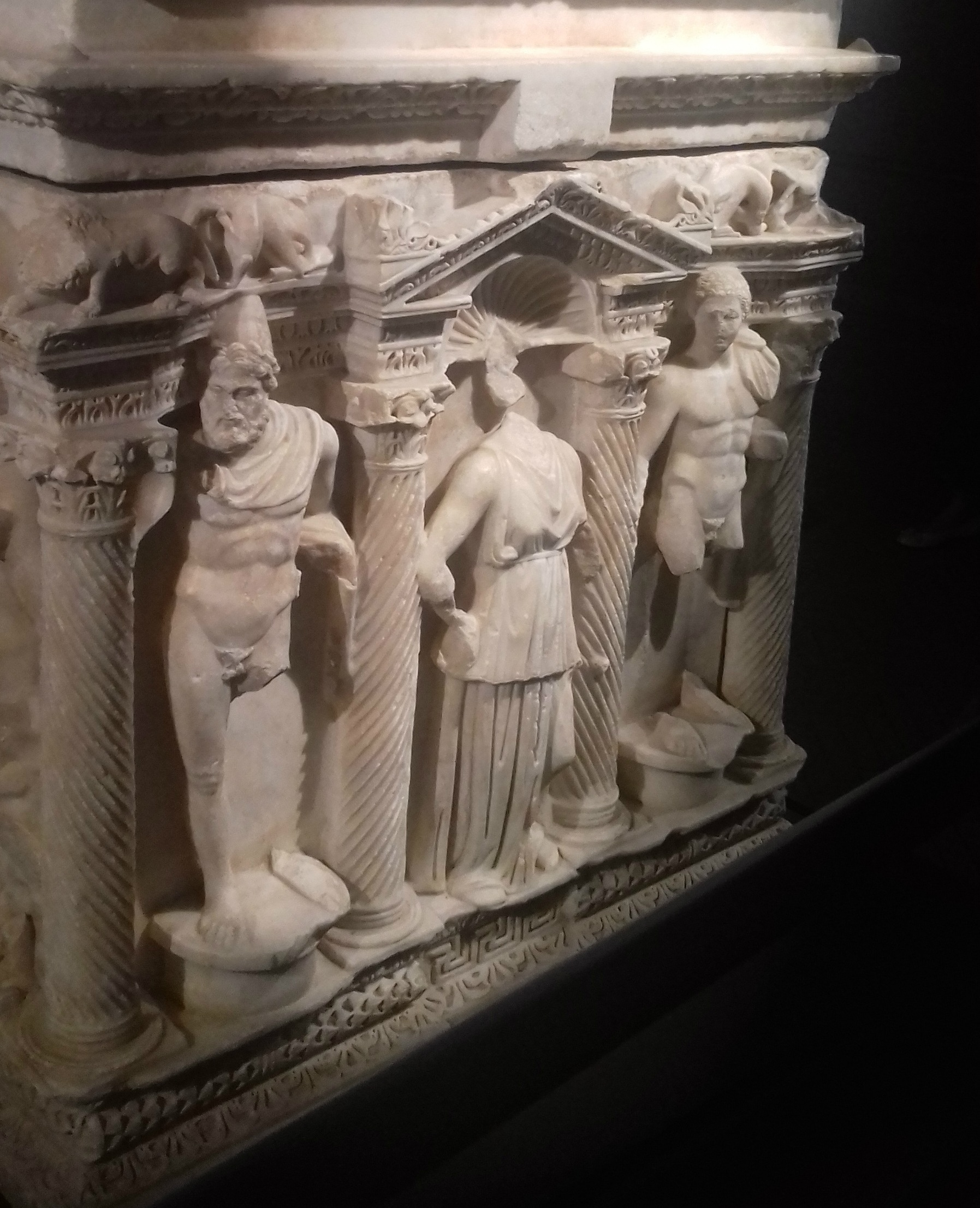
Il ratto del Palladio

Quanto al lato posteriore, le due figure alla destra di Venere sono identificate in Meleagro, nella nicchia ad arco - individuato dalla protome a testa di cinghiale ai suoi piedi, ovvio riferimento al mito del cinghiale calidonio - e, nell'intercolumnio, in Artemide, indicata come tale dalle diverse protomi ferine e dalla lancia sullo sfondo che alluderebbero alla caccia, attività prediletta dalla dea. Assai più incerte invece le indicazioni sulle figure a sinistra di Venere: la giovane donna nell'edicola è qualificata come una generica supplicante, solo dubitativamente proposta come Alcmena, mentre il guerriero dell'intercolumnio, come il suo gemello del lato opposto, rimane senza nome. 
Infine nel lato breve destro Delbrueck scorge una raffigurazione di senso più strettamente escatologico: affiancano la porta dell'Ade un'offerente (la figura femminile), che svolge una funzione votiva ed Hermes psychopompos, la figura maschile, cioè Hermes nel ruolo di accompagnatore delle anime dei defunti nell'aldilà.
Le argomentazioni di Richard Delbrueck sul contenuto dei lati brevi della cassa sono state accettate sostanzialmente in modo unanime dagli studi successivi, mentre per i lati lunghi sono state avanzate ipotesi ricostruttive differenti.

#### L'interpretazione di Hans Wiegartz

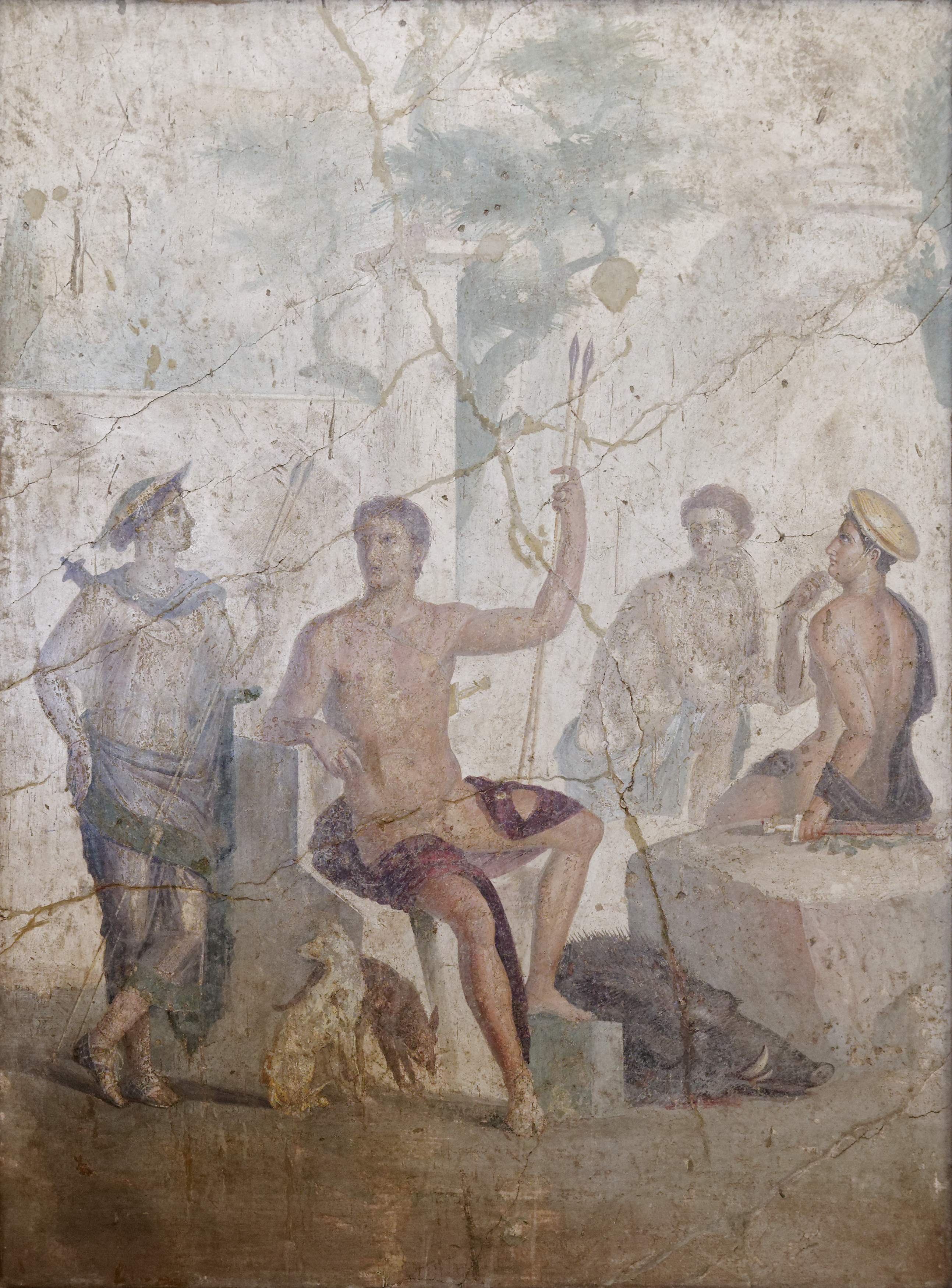
Affresco pompeiano con Atalanta e Meleagro

Hans Wiegartz, altro insigne archeologo tedesco, elaborò alcune precisazioni rispetto alle prime conclusioni del Delbrueck. Egli accetta le ipotesi identificative di quest'ultimo per i tre personaggi principali del lato anteriore - cioè quelli contenuti dalle edicole: Apollo a sinistra, Persefone al centro e Ade a destra - ma puntualizza il senso del rapporto che li lega tra loro.
Secondo questa tesi, Persefone, che viveva metà anno nel mondo terreno e l'altra metà negli inferi, è da leggersi quale elemento di congiunzione tra il regno dei vivi e quello dei morti, cioè tra la luce e le tenebre rispettivamente simboleggiate da Apollo, dio del sole, a sinistra, e da Ade, signore dell'oltretomba, a destra. 
Le figure intermedie poste negli intercolumni architravati, per connessione alle figure principali, sono associate dal Wiegartz ai rispettivi regni di Apollo e di Ade, anche se la mancanza di attributi distintivi lascia vaga la loro identità. Il giovane tra Persefone e Ade - la quarta statua del fronte - (quindi elemento della parte infera) viene ipotizzato quale raffigurazione di un dio eleusino - che contributi successivi propongono come Eubuleo - che quindi a sua volta fa da elemento di congiunzione tra Kore ed Ade, essendo i misteri eleusini connessi al mito del rapimento di Persefone da parte del re dell'oltretomba. Il Wiegartz, come Delbrueck, non riesce a dare nessuna identità al guerriero nudo tra Apollo e Persefone (cioè la seconda scultura del fronte). 

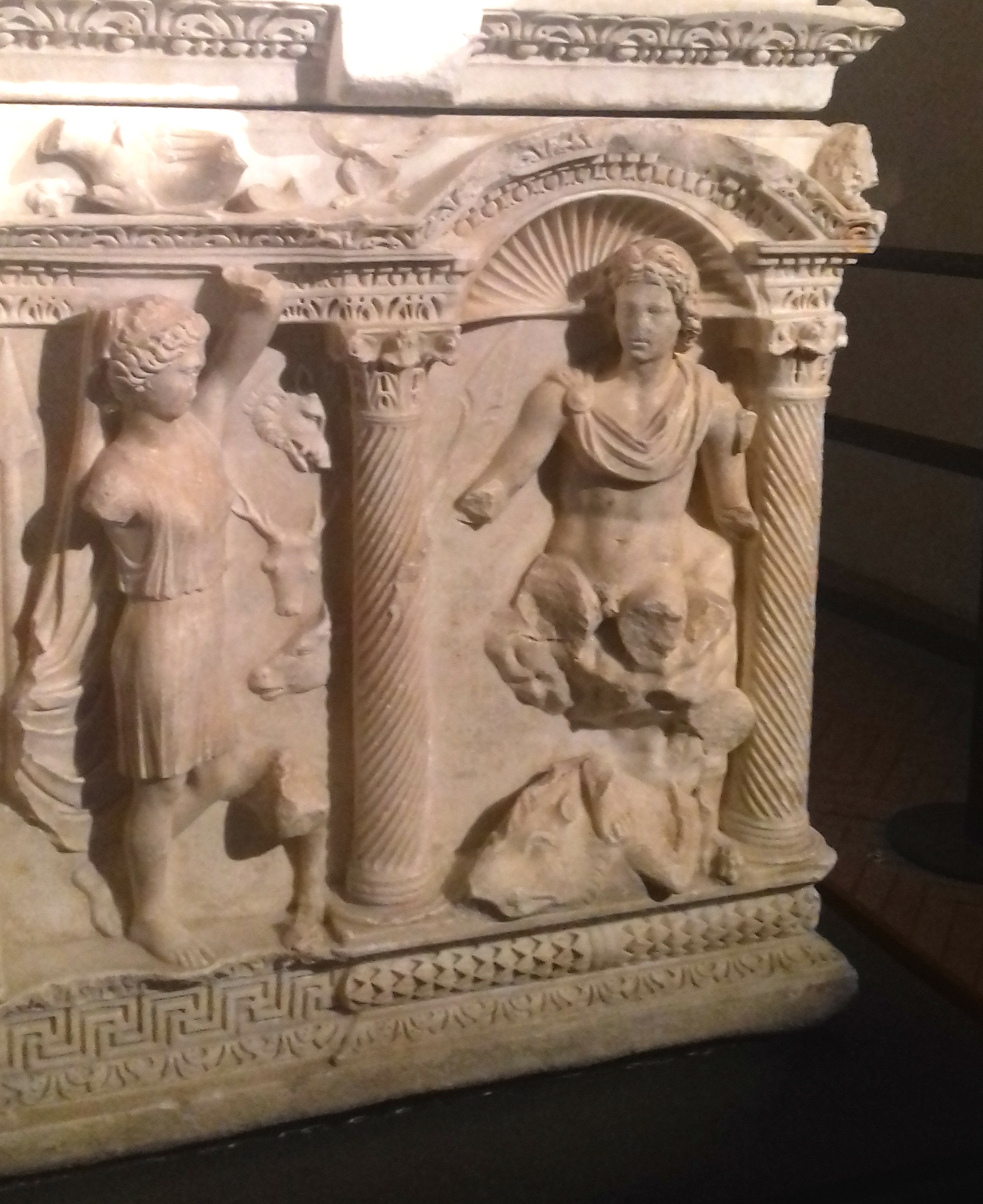
Atalanta e Meleagro

Il significato escatologico del lato principale, la cui chiave è il mito di Kore, rinvia in ultima analisi alla ciclicità tra la vita e la morte.
Anche per il lato posteriore è accolta l'individuazione della figura al centro, cioè Venere, ma, in questa seconda visione si ritiene di affiancare a Meleagro, non già Artemide, bensì Atalanta, cui parimenti si confanno gli attributi relativi alla caccia, ma che con Meleagro ha un più significativo legame dato il tragico amore che unì i due, a causa del quale Meleagro morì. Wiegartz, per la mancanza di segni distintivi, non formula un'ipotesi identificativa delle restanti due figure del retro del sarcofago (a sinistra di Afrodite), ma altri studi, seguendo la stessa linea interpretativa, hanno supposto che possa trattarsi di Laodamia e Protesilao, che come Atalanta e Meleagro furono legati da un amore tragico causa, questa volta, della morte dell'elemento femminile della coppia, Laodamia, in una sorta di simmetria inversa alla coppia di destra (Atalanta-Meleagro) dove la passione sventurata porta alla morte del principe calidonio.
Wiegartz inoltre ipotizzò che alcune figure della cassa fossero derivazioni di modelli pittorici piuttosto che scultorei. Una decisa conferma a questa intuizione si è poi trovata nella evidente vicinanza tra il Meleagro del sarcofago e la raffigurazione del medesimo eroe in un affresco pompeiano che con ogni probabilità è una ripresa dello stesso prototipo pittorico da cui deriva anche la figura di Melfi.

#### L'interpretazione di Volker Michael Strocka

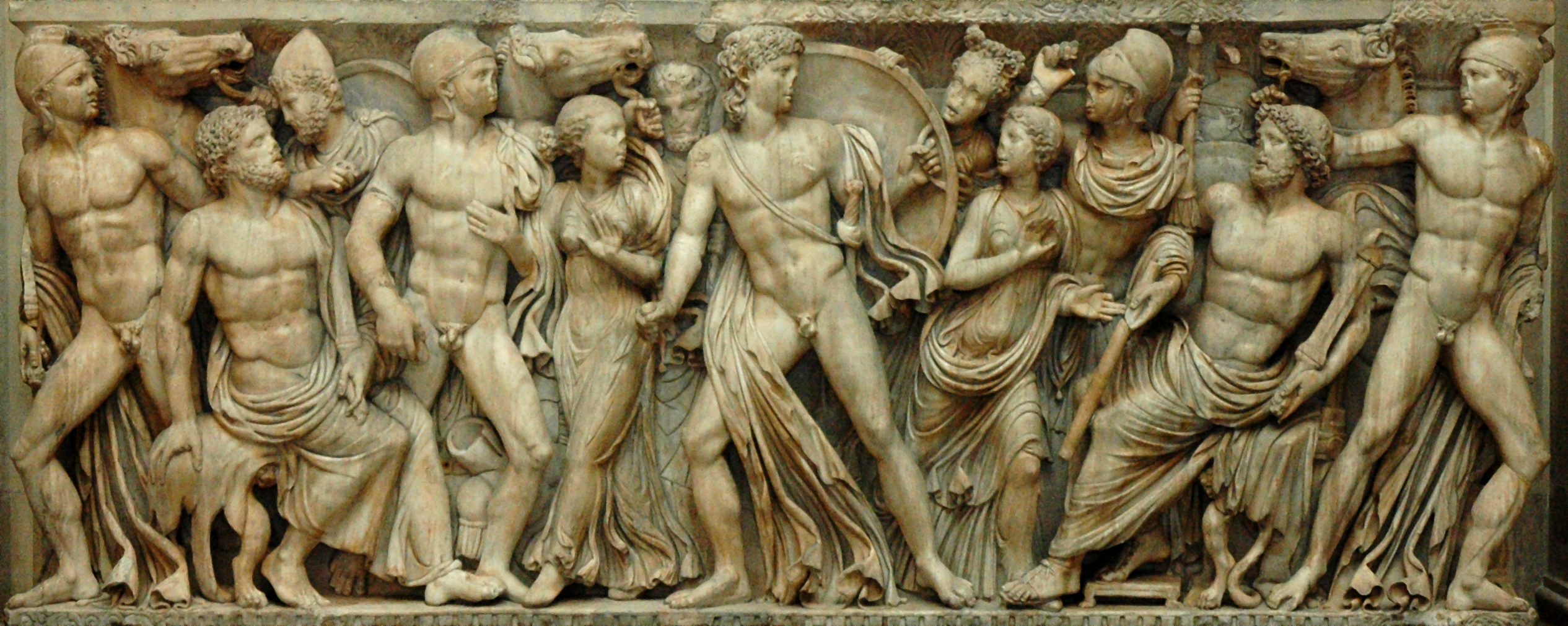
Achille a Sciro, III secolo, Parigi, Louvre. La figura seduta sulla parte destra del rilievo è Agamennone

Molto diversa è la lettura fornita successivamente da un altro autorevole archeologo tedesco, Volker Michael Strocka. Questi ritenne insoddisfacenti le precedenti ipotesi interpretative partendo dalla considerazione che esse trascuravano un elemento viceversa accentuato nella decorazione del sarcofago di Melfi, come la frequente apparizione di armi che sembrerebbero poco attinenti ad alcune delle ipotesi sin lì formulate circa l'identità di varie figure della cassa. 
Sul lato anteriore in primo luogo apparirebbe poco comprensibile l'attributo di una spada per la figura che si è pensato di identificare in Ade e lo stesso per la figura di giovane che lo affianca (il presunto dio eleusino) che ha alle spalle scudo ed armi e ai suoi piedi un elmo. Anche la figura centrale ha dietro di sé uno scudo (tra due alberelli), attributo che non sembra coerente con l'ipotesi che costei sia Persefone.
Sulla scorta di queste osservazioni, Strocka rilesse in profondità il sarcofago melfitano. La figura dell'edicola centrale del lato frontale non sarebbe, come sino ad allora ritenuto, Kore, bensì Teti madre di Achille. A destra di costei sarebbe raffigurato proprio Achille, ancora ragazzo, e, nella nicchia all'estrema destra della faccia frontale, non già Ade, ma Agamennone. Le figure a sinistra di Teti, infine, andrebbero individuate in Apollo (nell'edicola) e Marte, (il guerriero nell'intercolumnio). 
Secondo questa lettura a destra dell'edicola centrale del fronte si farebbe allusione all'episodio di Achille a Sciro, dove Teti, per sottrarre suo figlio alla guerra di Troia, aveva voluto che l'eroe ancora adolescente si nascondesse: la figura di Agamennone, capo dei Greci nella lotta contro i Troiani, simboleggerebbe quindi la scelta che a Sciro Achille, una volta scoperto, deve compiere: rimanere presso Licomede, a godere degli agi della corte e dei piaceri sensuali con le figlie del re, oppure seguire Agamennone ed andare incontro alla gloria che renderà eterno il suo nome, ma al tempo stesso ne comporterà la morte. 
Conforterebbe questa lettura la circostanza che in alcuni sarcofagi dedicati all'episodio di Achille a Sciro - tra i quali particolarmente eloquente è un sarcofago della metà del III secolo conservato al Louvre - è presente anche Agamennone raffigurato in termini molto vicini alla figura melfitana. 
Il senso dell'allegoria del fronte rimanderebbe pertanto, secondo la lettura di Strocka, alla scelta tra bíos theôrêtikós (la vita contemplativa) - rimanere a Sciro - e bíos pragmáticos (vita attiva) - partire per la guerra di Troia. Apollo - colui cui sono consacrate le muse - e Marte - dio della guerra - sono le rispettive epitomi di queste scelte. 
Lo scudo alle spalle di Teti sarebbe dunque quello che ella chiese ad Efesto di forgiare per Achille: benché Teti avesse cercato di sottrarre suo figlio alla guerra, il destino per il quale l'eroe è nato è ineluttabile e la nereide infine non può che assecondarlo come simboleggiano sia il dono dello scudo divino, ma anche i due piccoli arbusti sullo sfondo della nicchia centrale che sarebbero delle fronde di alloro, simbolo di gloria. 
La rilettura dello Strocka investe anche il retro della cassa: lo studioso condivide l'identificazione in Venere della figura centrale e della coppia Atalanta e Meleagro alla destra di lei, ma propone di individuare nella coppia a sinistra di Afrodite ancora Achille (che quindi comparirebbe due volte nella decorazione del sarcofago) e Briseide. Saremmo di nuovo di fronte ad un dilemma esistenziale: la scelta tra un amore ancillare, lieto ma privo di passione e di gloria - cioè quello che Achille avrebbe potuto avere da Briseide, da lui fatta schiava come preda di guerra - ed un amore, quello tra Atalanta e Meleagro, eroico e tragico.
Alla luce di questa revisione del significato dell'apparato scultoreo del sarcofago, Strocka giunge alla conclusione che i miti raffigurati sui lati lunghi della cassa funeraria allegorizzino vicende della vita della defunta giacente sulla kline: e così la storia di Achille potrebbe far pensare che la donna di Melfi in vita abbia dovuto piangere un giovane figlio morto in guerra, mentre il mito di Atalanta e Meleagro ad una possibile vedovanza.

#### L'interpretazione di Olivia Ghiandoni

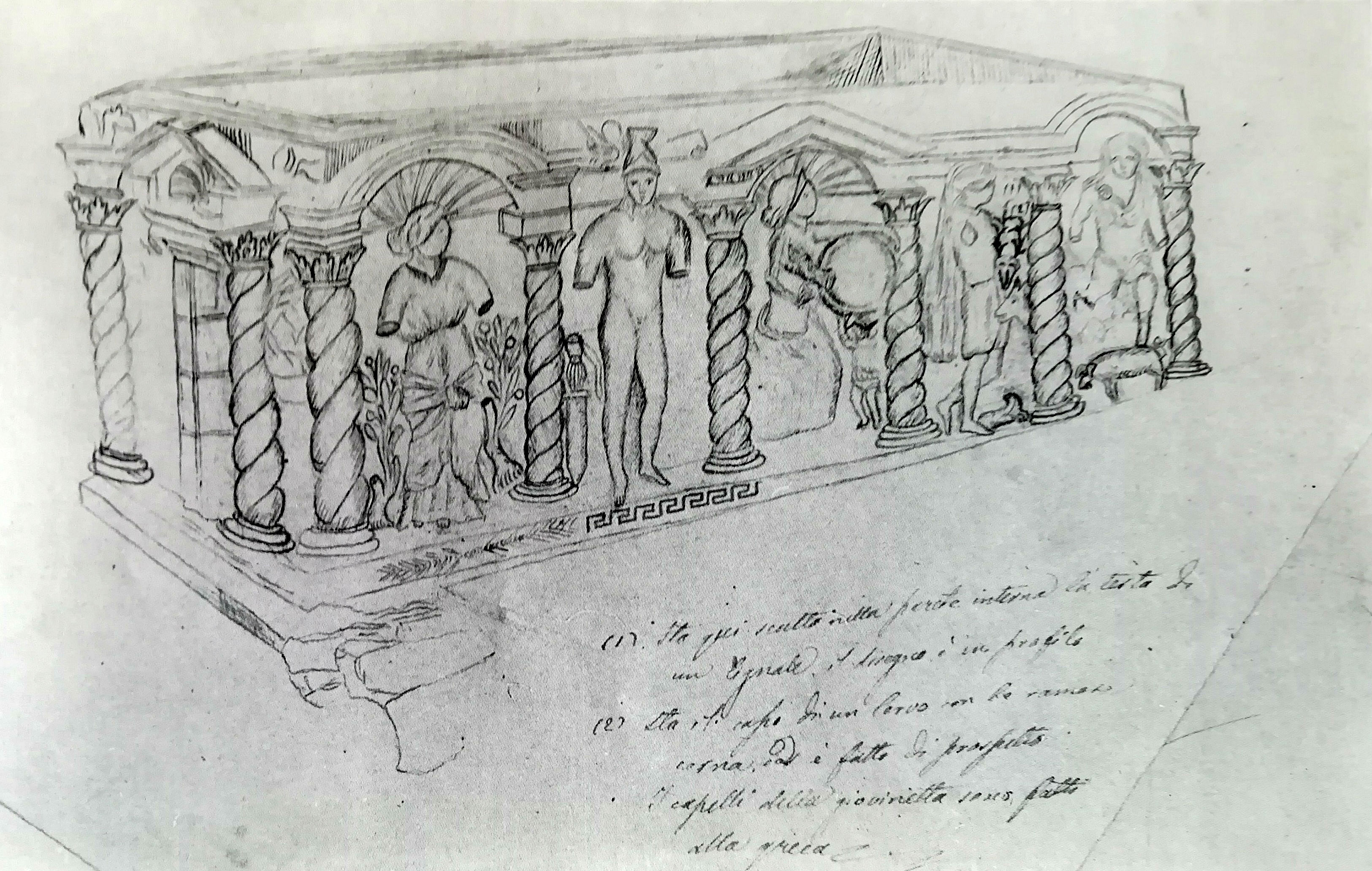
Il disegno del 1856 pubblicato da Olivia Ghinadoni

Il più recente tentativo di lettura del sarcofago è quello formulato da Olivia Ghiandoni in un approfondito studio monografico sul monumento funebre di Melfi pubblicato nel 1995. L'assunto di base di questa ulteriore analisi è che l'attuale allestimento del sarcofago non sia corretto, nel senso che quello che ora si presenta come il lato frontale sarebbe in realtà il retro della cassa (e viceversa); parimenti invertita sarebbe anche la posizione dei lati brevi. Tale ribaltamento dipenderebbe dalla circostanza che al momento della scoperta del reperto il coperchio del sarcofago (la kline) fu sollevato per ispezionarne l'interno. Quando poi il sarcofago venne richiuso, per errore la kline sarebbe stata rimontata alla rovescia (cioè invertendo la posizione dei piedi e della testa della giacente). In questo modo quello che originariamente era il lato frontale è venuto a trovarsi collocato sulla parte posteriore del monumento e allo stesso modo si è invertita anche la posizione dei lati corti. 
In effetti, il dubbio che potesse esservi stato questo errore nella ricomposizione del monumento si era già affacciato negli studi precedenti, soprattutto in considerazione del fatto che in tutti gli esemplari noti di sarcofagi dello stesso genere di quello melfitano il lato breve con la porta dell'Ade si trova ai piedi del giacente, mentre a Melfi è sul lato che corrisponde alla testa della defunta. Inoltre, anche la descrizione del monumento fatta da Giulio Minervini nel 1856 sembra indicare quale lato principale (cioè quello frontale) il lato lungo che oggi appare come posteriore. Cionondimeno nella letteratura anteriore di fatto si prese per buono l'allestimento col quale tuttora il monumento si presenta. 
La Ghiandoni viceversa sposa con decisione la tesi del rovesciamento, aggiungendo agli argomenti già noti la pubblicazione di uno schizzo sino ad allora inedito buttato giù durante le prime ricognizioni del sito di ritrovamento del sarcofago. Nel disegnino ottocentesco il lato frontale è per l'appunto quello che oggi vediamo sul retro della cassa. Inoltre la studiosa ritiene che l'assunto sia dimostrato anche da una considerazione di carattere iconografico: la figura di Venere ha la stessa pettinatura della donna della kline e ai suoi piedi vi è un erote con la fiaccola capovolta che ricalca quello posto alla testa del letto funebre. Queste corrispondenze implicano che la giacente si identifichi prima di tutto con tale dea e che quindi il lato principale sia proprio quello su cui insiste questa divinità (che oggi invece appare sul retro).

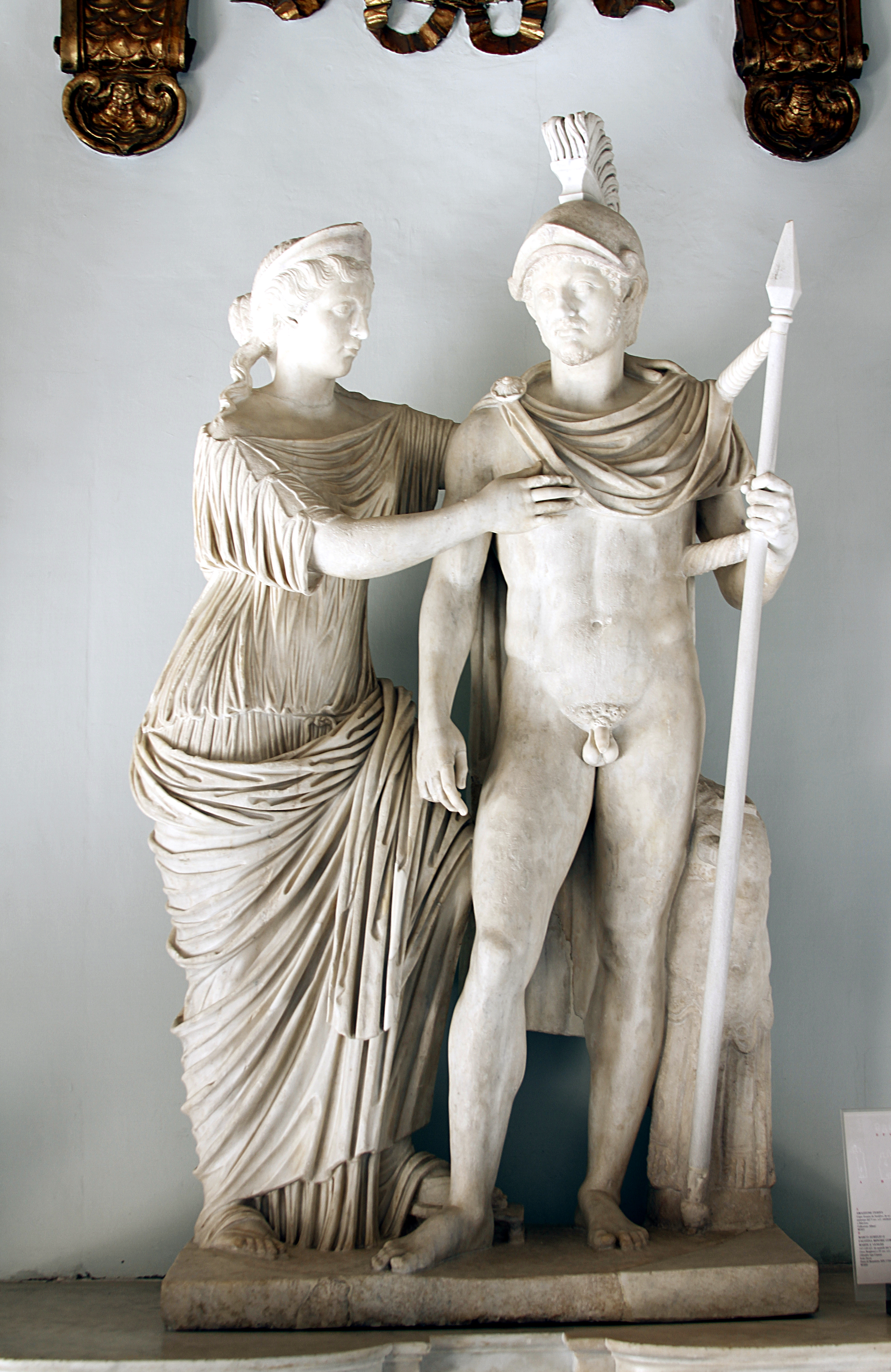
Faustina Minore e Marco Aurelio come Venere e Marte, II secolo, Roma, Musei Capitolini. La statua di Venere-Faustina riprende il tipo Capua

Fatta questa precisazione, sono accettate le ipotesi identificative fatte dallo Strocka per le sculture della faccia che per la Ghiandoni è quella frontale, cioè le coppie Meleagro-Atalanta e Achille-Briseide  - ed ovviamente Venere al centro - ma si ritiene che la loro presenza abbia un significato diverso da quello proposto dallo studioso tedesco. Quindi non si assisterebbe alla scelta tra un amore domestico e un amore eroico, ma si sarebbe dinnanzi alla rappresentazione di due amori tragici, che in entrambi i casi si concludono con la morte in battaglia dell'eroe maschile, spinto a prendere le armi, fatalmente, dalla donna amata. 

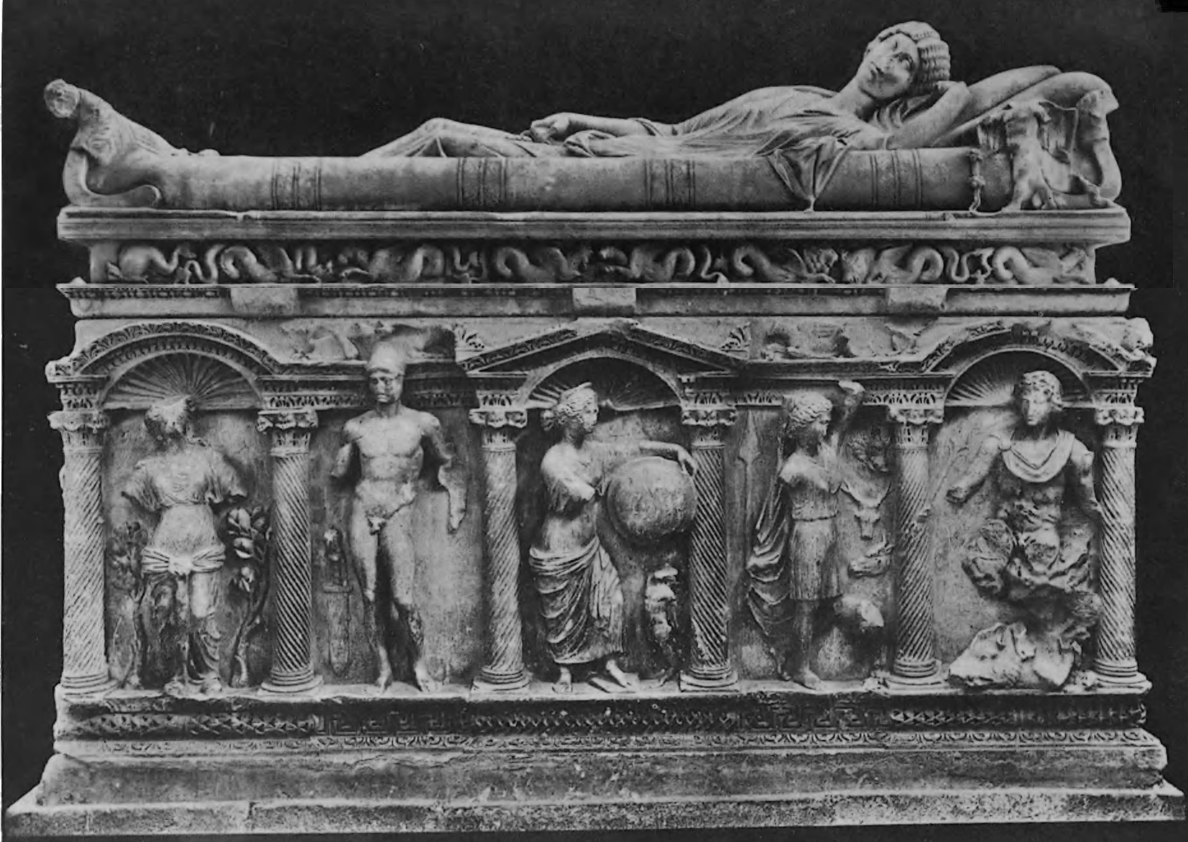
Ricostruzione grafica di quello che secondo Olivia Ghinadoni dovrebbe essere il corretto allestimento del sarcofago, con il lato lungo avente Venere al centro posto davanti (mentre ora è sul retro della cassa)

Una variante del mito di Meleagro narra, infatti, che questi sia ritornato in guerra per la sua patria, trovando la morte, perché implorato da sua moglie Cleopatra. 
Quanto all'altra coppia si osserva che nelle Eroidi di Ovidio è Briseide che con una lettera esorta Achille a riprendere la lotta contro i Troiani. 
Al centro vi è quindi Afrodite che trionfa in quanto è l'amore per le proprie donne la causa prima della morte di questi eroi. Apoteosi femminile suggellata dall'atto della dea di scrivere il suo nome nello scudo di Marte, secondo la consolidata iconografia della Venere vincitrice. 
La studiosa individua anche un'ulteriore connessione tra le due coppie del lato (in questa lettura) frontaleː entrambi gli eroi maschili muoiono per mano di Apollo. È Febo infatti - che nella succitata versione del mito - uccide Meleagro, così come è questa stessa divinità a guidare la freccia di Paride verso il tallone di Achille. 
Quanto al significato dell'altro lato lungo, che per questa tesi è quello posteriore, è condivisa la visione dello Strocka per le figure principali - quelle nelle edicole -, cioè Apollo, Teti e Agamennone, ma il re di Micene e Febo - possibile nesso con il tema del fronte - starebbero lì in quanto acerrimi nemici di Achille.
Achille che anche tale ipotesi interpretativa vede presente pure su questo lato della cassa, oltre che su quello opposto, ma che è qui individuato nel guerriero nudo a fianco di Apollo (che per Strocka è invece Marte). Apollo inoltre poggia i piedi su uno scudo che potrebbe identificarsi con quello del condottiero Mirmidone. Quanto alla restante figura, il giovane con l'himation, esso è indicato come Efesto, cioè la divinità che forgiò le armi di Achille, compreso il portentoso scudo che forse si vede ai piedi di Febo (artefice della morte dell'eroe) e alle spalle di Teti. 
Infine, le tre donne nelle edicole centrali di ogni lato, Venere, Teti ed Elena, sono tra loro connesse in quanto tutte coinvolte nell'antefatto della guerra di Troia. È durante il matrimonio di Teti e Peleo che sorge la contesa tra Atena, Era ed Afrodite per il pomo d'oro della bellezza. Disputa rimessa al giudizio di Paride, principe troiano cui Venere, per ottenere la vittoria, offre l'amore della più bella della mortali, cioè Elena regina di Sparta. Concatenazione di eventi che per l'appunto ha come esito la guerra di Troia. Il richiamo al fatale conflitto potrebbe ulteriormente alludere ai miti sulla nascita di Roma: fuggendo da Troia, ormai devastata dagli Achei, Enea approderà nel Lazio e porrà il seme della stirpe che fonderà la Città.

## Ipotesi sulla committenza

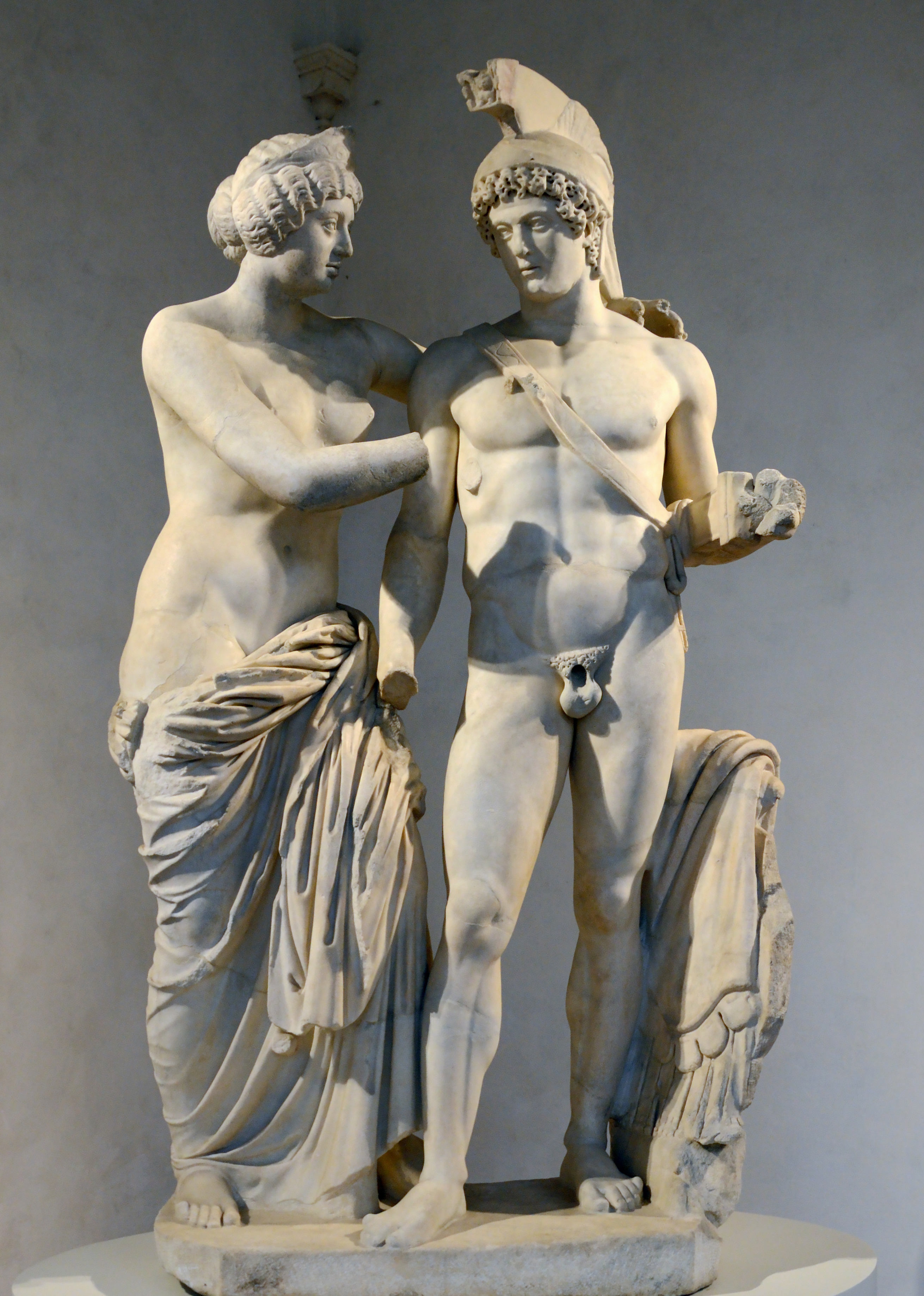
Crispina e Commodo come Venere e Marte, II secolo, Roma, Terme di Diocleziano. Anche in questo caso la statua dell'imperatrice è una ripresa dell'Afrodite di Capua

Nello studio del 1995 Olivia Ghiandoni prova a formulare anche un'ipotesi circa l'identificazione dei committenti del sarcofago di Melfi. Si è osservata la pregnante connessione iconografica evidenziata in quel contributo tra la figura della giacente e la Venere con lo scudo al centro del lato che si presume frontale. Come costantemente rilevato negli studi archeologici sul manufatto, la Venere del monumento funebre lucano è una derivazione della Venere di Capua, tipo scultoreo del quale alcune imperatrici antonine fecero uso con scopi propagandistici.
Secondo la Ghiandoni, l'inserimento nel sarcofago di questo stesso modello di Afrodite, col quale anche la defunta di Melfi - al pari delle consorti degli Antonini - si identifica, potrebbe essere indice di uno stretto legame della committenza dell'opera con la dinastia imperiale. In questo senso è quindi formulata la supposizione che la commissione del sarcofago possa essere provenuta da appartenenti alla gens Brutia, stirpe vicinissima agli Antonini al punto che in epoca di poco successiva a quella di realizzazione del sarcofago una rampolla di questa gens, Crispina, sposò Commodo, l'ultimo imperatore di quella dinastia. 
I Bruttii erano infatti di origini lucane, ne sono documentati possedimenti nei pressi di Venosa (zona prossima al luogo di ritrovamento del reperto) e alcuni suoi esponenti avevano avuto incarichi politico-amministrativi in area mediorientale, quindi vicino alla regione di produzione del monumento funerario. 
Si tratta tuttavia solo di un'ipotesi, dichiaratamente tale: a chi sia appartenuto questo raffinatissimo e prezioso manufatto resta allo stato attuale delle conoscenze un mistero, salvo che per l'ovvio ma generico aspetto che non possa che trattarsi della sepoltura di una persona di censo molto alto. A rendere quanto mai ardua la possibilità di identificare la donna del sarcofago vi è anche il fatto che il luogo esatto di rinvenimento del reperto non è più noto. Infatti, quando l'opera fu spostata a Melfi, nessuno si preoccupò di lasciare precisa traccia del sito di ritrovamento. Resta quindi solo la vaga indicazione della località rapollese Albero in Piano, area però vasta molti ettari.
Negli anni settanta del Ventesimo secolo una spedizione archeologica britannica trovò proprio in contrada Albero in Piano i resti di una villa romana databili in modo compatibile al sarcofago di Melfi. Anche se il rinvenimento di una dimora magnatizia nella stessa area di ritrovamento del costoso manufatto potrebbe far inferire l'esistenza di un nesso tra i due eventi, dal punto di vista archeologico però non emersero collegamenti più significativi e probanti tra la scoperta di questo sito e il sarcofago, né si rinvennero elementi che consentissero di identificare i proprietari della domus.